# Posteljica
Pósteljica ali placénta je organ, nastal iz resaste mrene in minljivke (decidue), v katerem poteka izmenjava snovi med materino in plodovo krvjo, se izločajo hormoni in se preprečuje nekaterim škodljivim snovem prehod od matere k plodu. Ob porodu ima posteljica obliko diska in je običajno težka okrog 470 g, meri v premeru približno 22 cm in je debela 2 do 2,5 cm.

## Naloge
Naloge posteljice so številne; na eni strani ohranja nosečnost in oskrbuje plod, na drugi strani pa nadzoruje materino presnovo:
- skrbi za izmenjavo plinov, hranilnih snovi in odpadnih produktov med materjo in plodom. Izmenjava plinov (kisik, ogljikov dioksid, ogljikov monoksid) poteka s pomočjo difuzije. Plod proti koncu nosečnosti lahko izčrpa 20–3 0ml krvi iz materinega obtoka. Za oskrbo ploda s kisikom je ključen pretok krvi skozi posteljico. Na podoben način dobi plod tudi hranilne snovi in elektrolite;
- je endokrini organ, saj izloča celo vrsto hormonov. Hormonsko najdejavnejši del posteljice je sinciciotrofoblast. Še predno se blastocista ugnezdi v maternično sluznico, prične trofoblast izločati humani horijev gonadotropin, v nadaljevanju pa ga izloča sinciciotrofoblast in na ta način spodbuja rumeno telesce v jajčniku, da še naprej izloča progesteron in estrogene. Od 4. meseca naprej proizvaja progesteron posteljica. Progesteron omogoča ohranjanje nosečnosti. Posteljica proizvaja tudi somatomamotropin, ki omogoča tvorbo materino mleka v mlečni žlezi;
- ščiti plod bodisi pred mikroorganizmi in škodljivimi snovmi ter pred imunskim sistemom matere, ki bi plod lahko zavrnil;
- skozi posteljično pregrado od 14. tedna naprej prehajajo tudi materini imunoglobulini IgG, ki zagotavljajo pasivno odpornost ploda proti nekaterim okužbam, saj začne novorojenček tvoriti lastne IgG šele po rojstvu.

## Krvni obtok posteljice
Posteljico oskrbuje s krvjo približno 100 spiralnih arterij, ki preko decidualne plošče vstopajo v medresične (intervilozne) prostore (prostore med placentnimi resicami). Materina kri vstopa v medresične prostore pod nizkim tlakom (približno 10 mmHg), ki pa zadošča, da oksigenirana kri preide iz resic v intervilozne prostore. V interviloznih prostorih je približno 150 ml krvi, ki se izmenja 3–4-krat v minuti. Kri, bogata s kisikom, najprej obliva resice, ki so od spiralnih arterij najbolj oddaljene, nato pa se zliva nazaj proti decidualni plošči in na koncu vstopa v vene maternične sluznice.

## Patologija
Med nosečnostjo se med težavami s posteljico najpogosteje pojavljajo luščenje posteljice (abruptio placentae), predležeča posteljica (placenta praevia), prirasla posteljica (placenta accreta). Vsa omenjena patološka stanja lahko povzročijo močne nožnične krvavitve. Po porodu lahko pride do zadržane posteljice (retinirane placente).

### Luščenje posteljice
Luščenje posteljice je spontana ločitev pravilno ležeče posteljice pred rojstvom plodu. Posteljica se lahko povsem ali le delno odlušči od notranje stene maternice. Povzroči lahko različno obsežne krvavitve iz nožnice in motnje preskrbe plodu s kisikom in hranili. V nekaterih primerih je potrebno predčasno sproženje poroda.

### Predležeča posteljica
Predležeča posteljica je patološko stanje posteljice, ko le-ta popolnoma ali delno prekriva notranje maternično ustje. Povzroči lahko hud nožnično krvavitev pred ali med porodom. Včasih je potreben carski rez.